# Markus Eisenbichler
Markus Eisenbichler (Siegsdorf, 3 april 1991) is een Duits schansspringer.

## Carrière
Samen met Richard Freitag, Andreas Wellinger en Severin Freund won hij op 22 november 2014 de wereldbekerwedstrijd in Klingenthal in het kader van de wereldbeker schansspringen voor landenteams. Op 11 december 2016 stond hij voor het eerst op het podium van een individuele wereldbekerwedstrijd. Datzelfde seizoen was tevens de doorbraak van Eisenbichler. Hij had in een eerder seizoen al weleens een periode in de wereldbeker gesprongen, maar zijn niveau was weer gezakt. In dit seizoen scoorde hij vrij constant toptienplaatsen. Dat bleek ook tijdens het Vierschansentoernooi: Eisenbichler werd daarin zevende.
In 2017 nam Eisenbichler deel aan de Wereldkampioenschappen schansspringen 2017 in het Finse Lahti. Op de kleine schans eindigde Eisenbichler op de derde plaats, achter wereldkampioen Stefan Kraft en zijn landgenoot Andreas Wellinger. Samen met zijn landgenoten Carina Vogt, Svenja Würth en Andreas Wellinger werd Eisenbichler wereldkampioen op de wedstrijd voor gemengde teams. Eisenbichler nam in 2018 een eerste keer deel aan de Olympische winterspelen. In Pyeongchang eindigde Eisenbichler 8e op de normale schans en 9e op de grote schans.

## Resultaten

### Olympische Spelen
| Jaar | Plaats      | Resultaten                        |
| ---- | ----------- | --------------------------------- |
| 2018 | Pyeongchang | 8e normale schans 9e grote schans |

### Wereldkampioenschappen
| Jaar | Plaats  | Resultaten                                     |
| ---- | ------- | ---------------------------------------------- |
| 2015 | Falun   | 10e HS134 5eTeam HS134                         |
| 2017 | Lahti   | HS100 · Team HS100 · 13e HS130 · 4e Team HS130 |
| 2019 | Seefeld | 7e HS109 · Team HS109 · HS130 · Team HS130     |

### Wereldkampioenschappen skivliegen
| Jaar | Plaats     | Resultaten              |
| ---- | ---------- | ----------------------- |
| 2014 | Harrachov  | 38e HS205               |
| 2018 | Oberstdorf | 11e HS235 4e Team HS235 |

### Wereldbeker
Eindklasseringen
| Seizoen   | Algm | SV     | 4S     | RAW |
| --------- | ---- | ------ | ------ | --- |
| 2011/2012 | 71e  | -      | 54e    |     |
| 2013/2014 | 44e  | -      | 59e    |     |
| 2014/2015 | 15e  | 14e    | 50e    |     |
| 2015/2016 | 39e  | 25e    | 63e    |     |
| 2016/2017 | 8e   | 7e     | 7e     | 16e |
| 2017/2018 | 10e  | 10e    | 7e     | 9e  |
| 2018/2019 | 7e   | Zilver | Zilver | 4e  |
| 2019/2020 | 23e  | 24e    | 15e    | 31e |

Zeges
| Datum            | Plaats en schans  | Opmerking       |
| ---------------- | ----------------- | --------------- |
| 22 november 2014 | Klingenthal HS140 | landenwedstrijd |
| 21 januari 2017  | Zakopane HS134    | landenwedstrijd |
| 3 maart 2018     | Lahti HS130       | landenwedstrijd |
| 19 januari 2019  | Zakopane HS134    | landenwedstrijd |
| 22 maart 2019    | Planica HS240     |                 |
| 25 januari 2020  | Zakopane HS140    | landenwedstrijd |

### FIS Grand Prix
Eindklasseringen
| Seizoen | Eindklassering |
| ------- | -------------- |
| 2011    | 69e            |
| 2013    | 55e            |
| 2014    | 38e            |
| 2015    | 50e            |
| 2016    | 41e            |
| 2017    | 54e            |
| 2018    | 47e            |
| 2019    | 29e            |